# Lonlay-le-Tesson

Lonlay-le-Tesson este o comună în departamentul Orne, Franța. În 1 ianuarie 2022 avea o populație de 229 de locuitori.